# St. Franziskus (Sankt Franziskus)

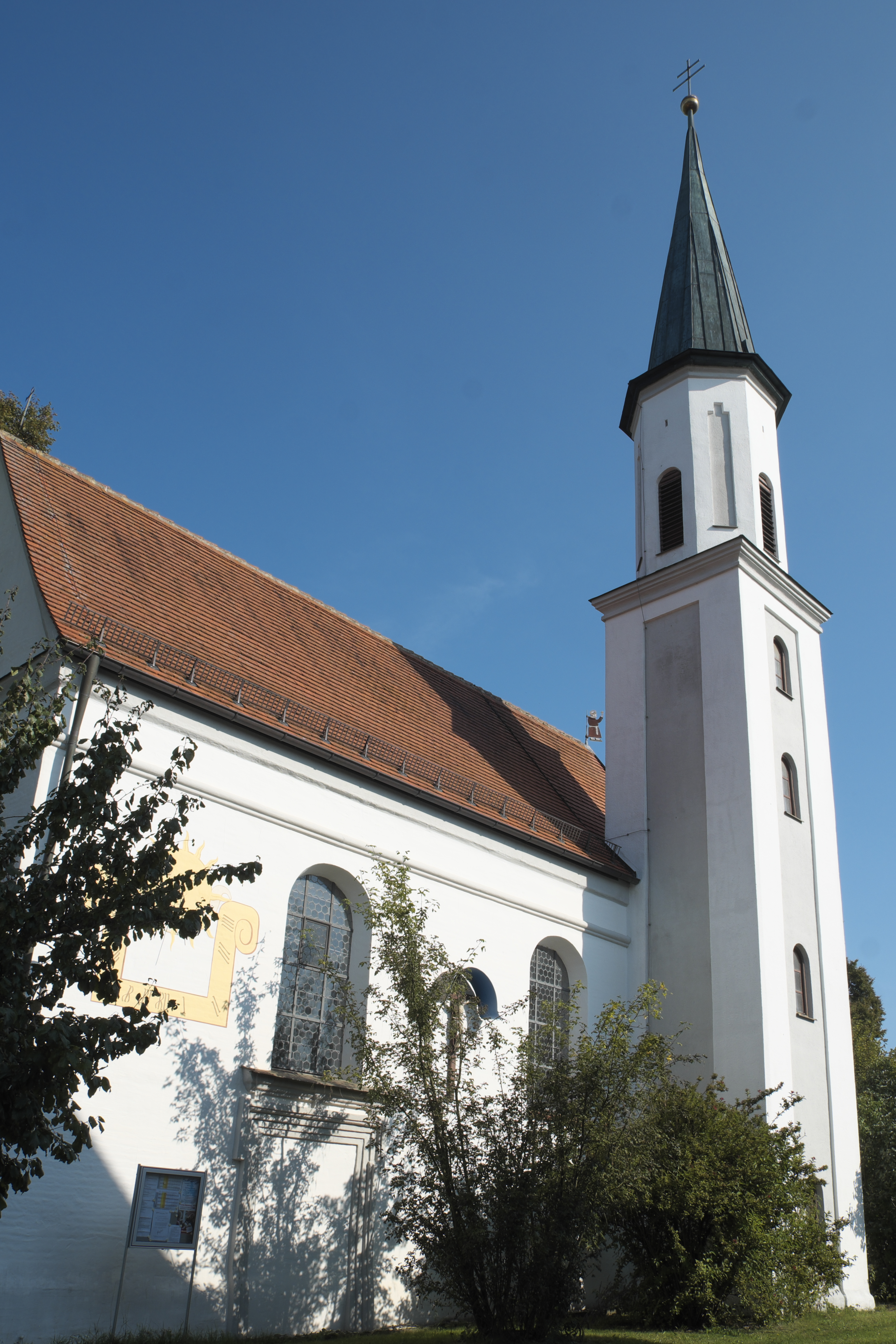
Ansicht von Süden

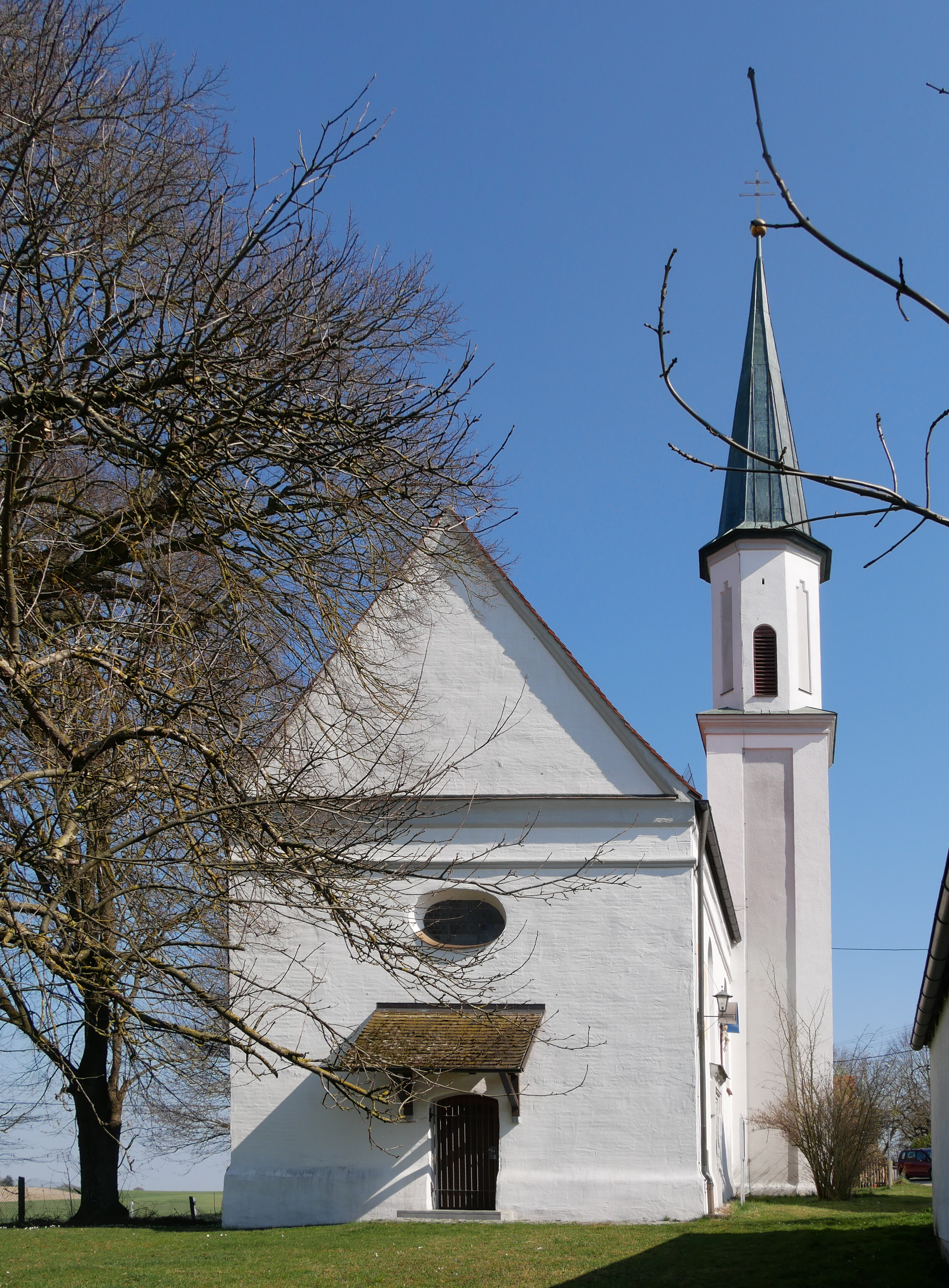
Ansicht von Westen

Die römisch-katholische Filialkirche St. Franziskus in Sankt Franziskus, einem Ortsteil von Dasing im Landkreis Aichach-Friedberg im bayerischen Regierungsbezirk Schwaben, ist eine ehemalige Kloster- und Wallfahrtskirche. Sie wurde Ende des 16. Jahrhunderts erbaut und im 17. Jahrhundert im Stil des Barock umgestaltet. Die Kirche mit dem Patrozinium des heiligen Franz von Assisi gehört heute zur Pfarreiengemeinschaft Dasing im Dekanat Aichach-Friedberg des Bistums Augsburg. Das Gebäude steht auf der Liste der geschützten Baudenkmäler in Bayern.

## Geschichte
Die Kirche wurde im Auftrag von Jakoba Weichs in der Nähe des Hofmarkschlosses der Herren von Dasing errichtet und „am 5. Mai 1594 von dem Augsburger Weihbischof Sebastian Breuning zu Ehren des Hl. Kreuzes, der Himmelfahrt Mariä und des hl. Franziskus konsekriert“. An die Kirche war ein kleines Hospital und eine Niederlassung der Franziskaner der Bayerischen Franziskanerprovinz (Bavaria) mit einer nicht mehr erhaltenen Magdalenenkapelle angeschlossen. Im Lauf der Zeit entwickelte sich eine Wallfahrt zur Kirche. Nachdem die Franziskaner im Jahr 1609 in das wiedergegründete Kloster in Augsburg übersiedelt waren und die Niederlassung in Dasing aufgegeben hatten, übernahmen die Benediktiner von St. Ulrich und Afra in Augsburg die Betreuung von Kirche und Wallfahrt.
In den Jahren 1670/80 erfolgte eine Umgestaltung der Kirche. Im Jahr 1876 wurde der Turm errichtet. Bei Renovierungsarbeiten in den 1980er Jahren entdeckte man eine Aussparung im südlichen Langhaus, die auf eine Verbindung zum ehemaligen Hospital hinweist.

## Architektur

### Außenbau
Im südlichen Chorwinkel steht der durch Blendfelder gegliederte Glockenturm. Auf dem quadratischen, viergeschossigen Unterbau sitzt ein kurzer, oktogonaler Aufbau, der von einem Spitzhelm bekrönt wird. Der Unterbau wird an der Südseite von großen Rundbogenfenstern durchbrochen, in das Glockengeschoss sind auf vier Seiten rundbogige Klangarkaden eingeschnitten. Das Portal befindet sich unter einem Vordach an der Westfassade.

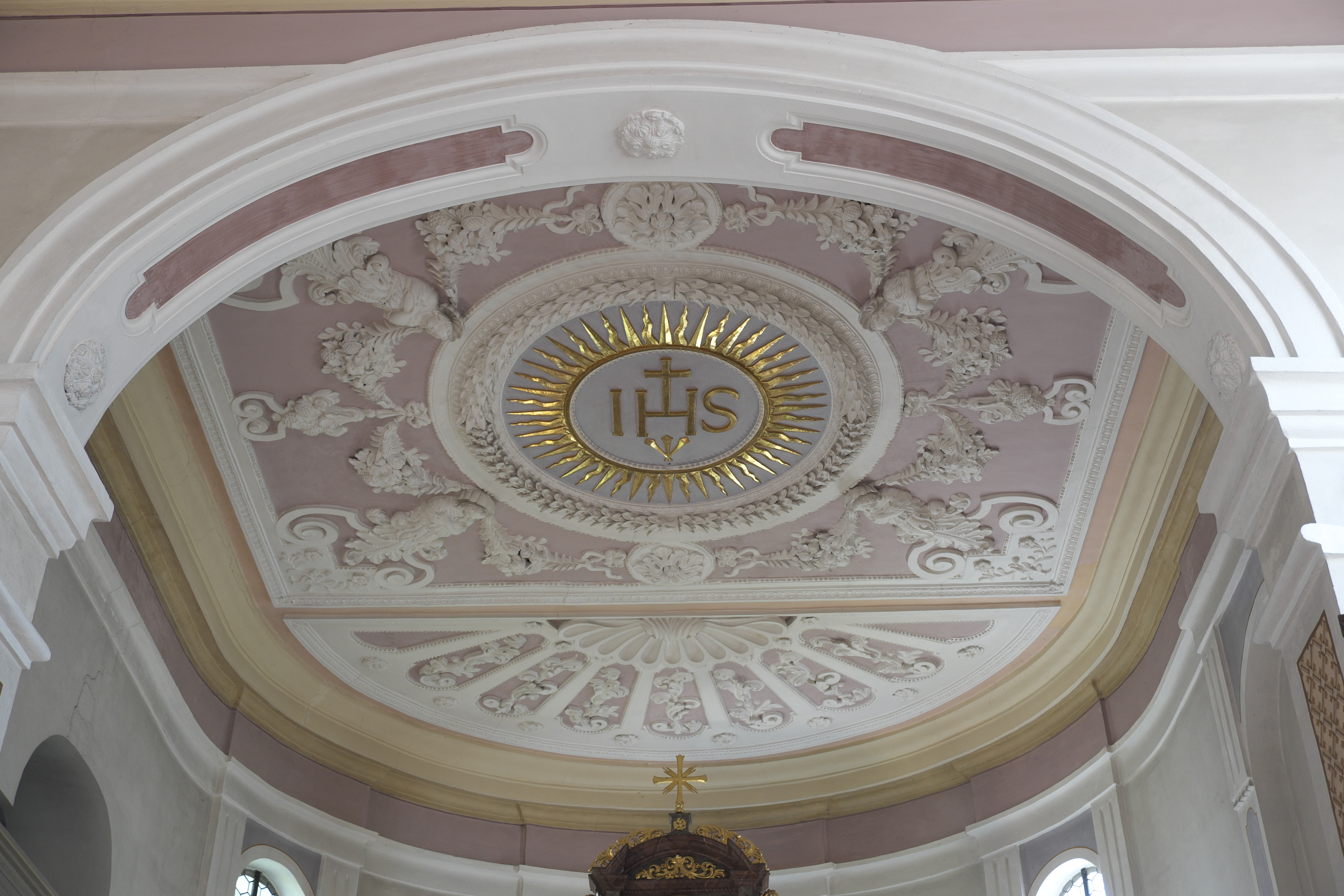
Deckenstuck im Chor

### Innenraum
Der Innenraum, ein flachgedeckter Saalbau, besteht aus einem Langhaus und einem eingezogenen, halbrund geschlossenen Chor. Die Decke des Chors ist mit einem reichen Stuckdekor aus der Zeit um 1670/80 im Stil der Wessobrunner Schule überzogen. Den westlichen Abschluss des Langhauses bildet eine Empore, auf der die Orgel eingebaut ist.

## Ausstattung

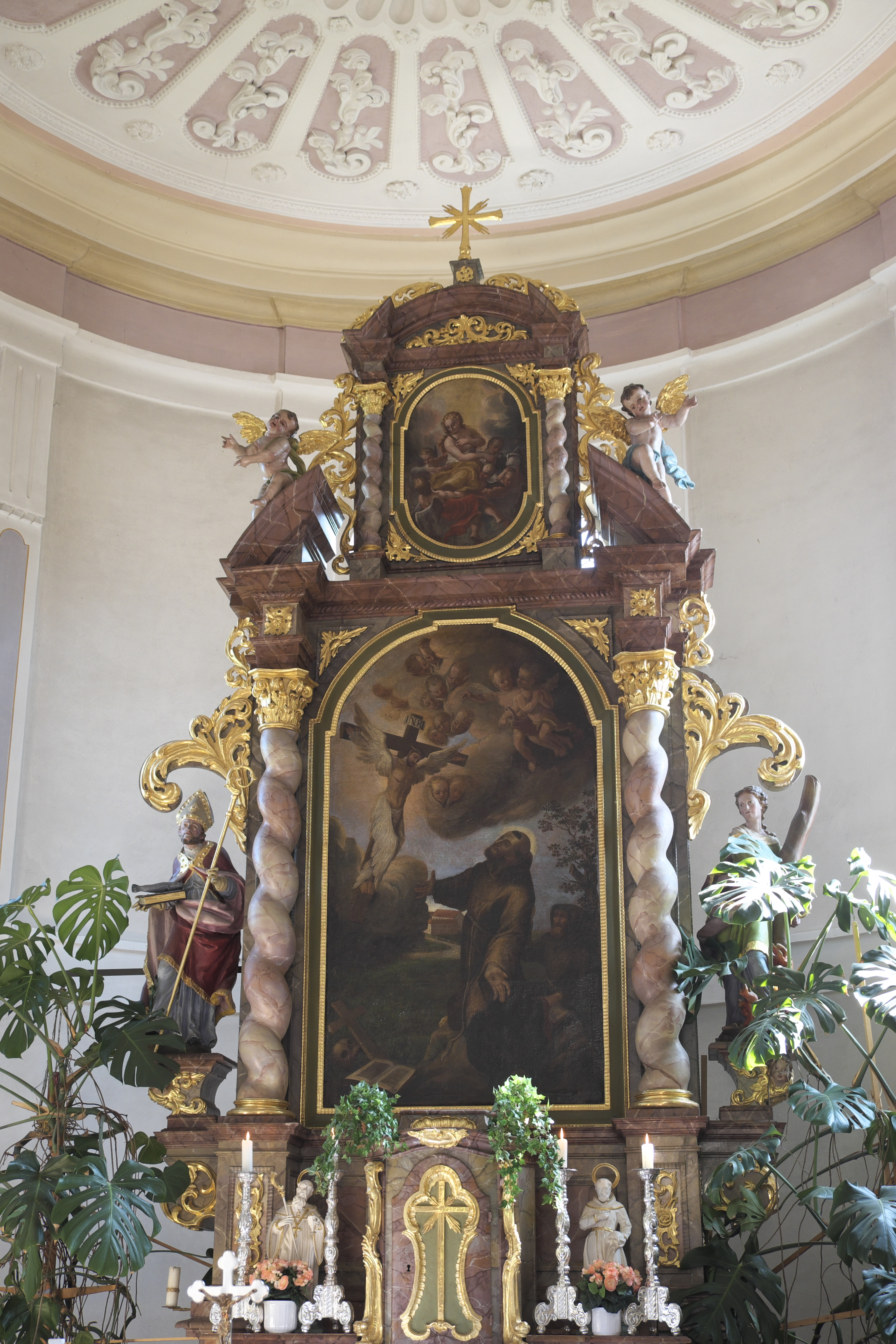
Altarretabel des Hochaltars

- Der Hochaltar wurde um 1700 geschaffen und – wie die rückseitige Inschrift besagt – im Jahr 1877 von Othmar Brunner überarbeitet. Das Altarretabel ist mit der Jahreszahl 1793 bezeichnet und zeigt die Stigmatisation des heiligen Franziskus. Das Auszugsbild mit der Darstellung Maria Magdalenas wird um 1700 datiert. Als Assistenzfiguren stehen seitlich die Bistumspatrone der Diözese Augsburg, links der heilige Ulrich mit seinem Attribut, dem Fisch, und rechts die heilige Afra mit einem Baumstamm, an den sie nach der Legende zu ihrer Enthauptung gebunden worden sein soll. Die beiden kleineren Figuren auf der Altarmensa stellen den heiligen Benedikt von Nursia mit dem Abtsstab und den heiligen Franziskus dar.

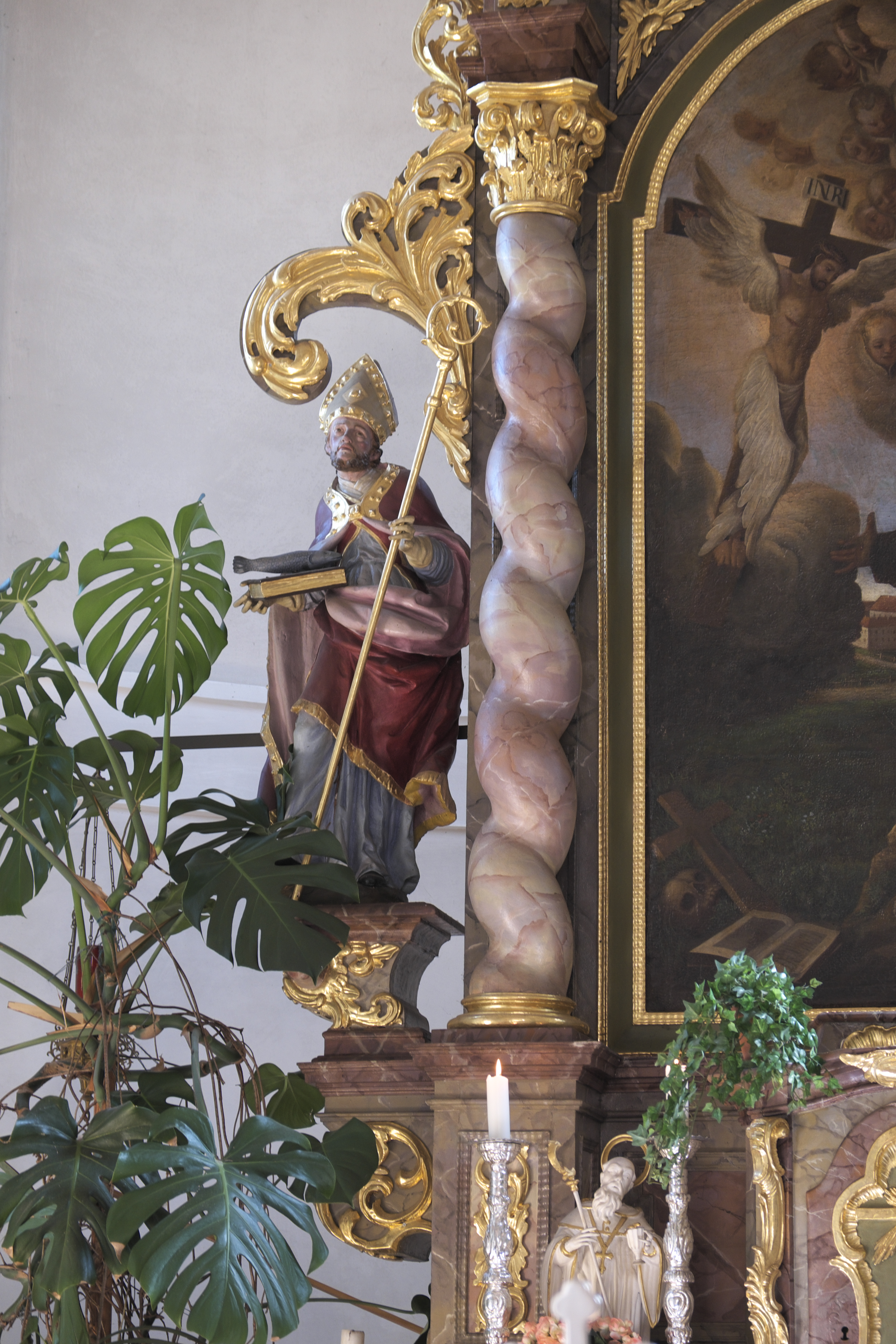
Hochaltar, Ulrich von Augsburg
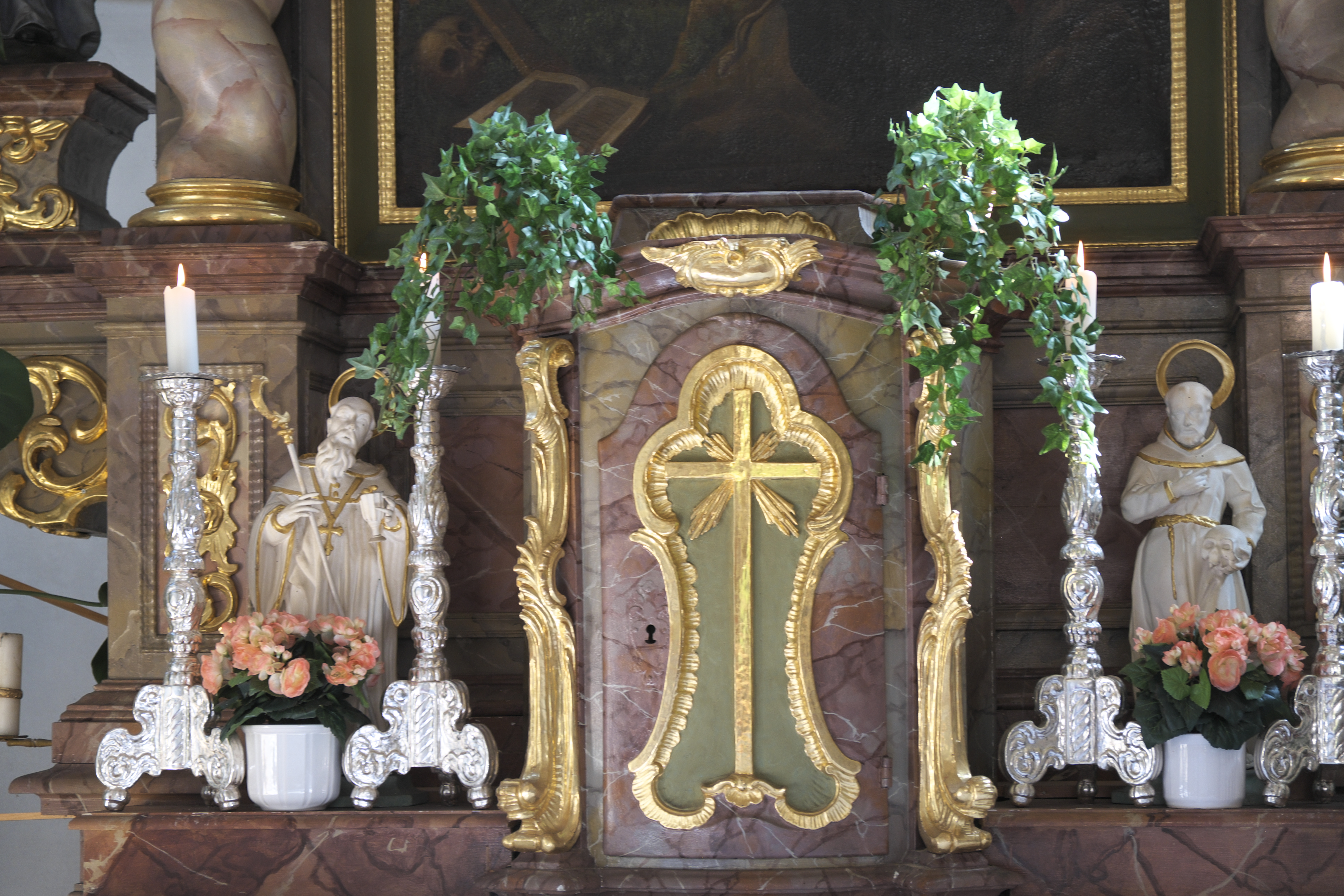
Hochaltar, heiliger Benedikt und heiliger Franziskus
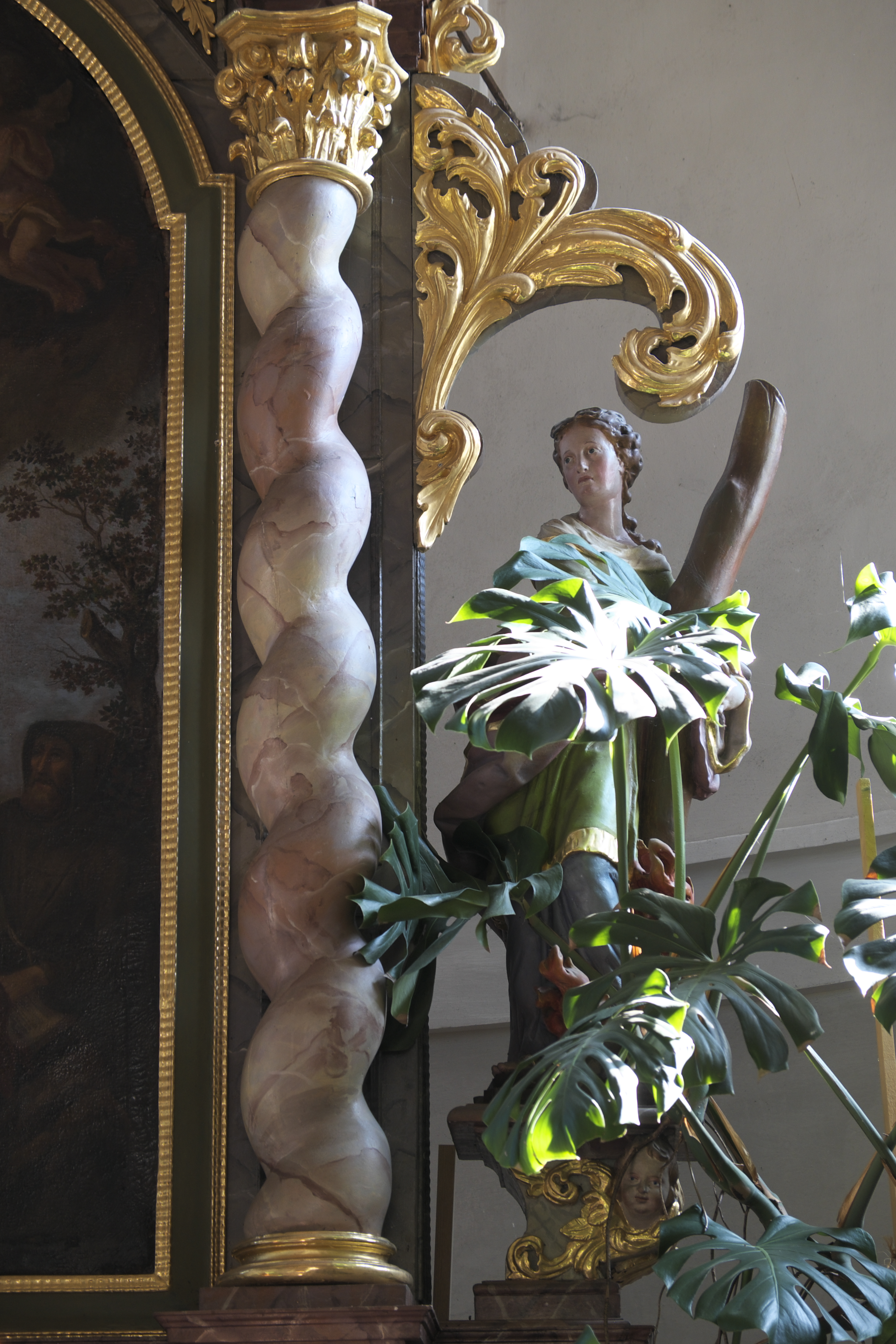
Hochaltar, Afra von Augsburg

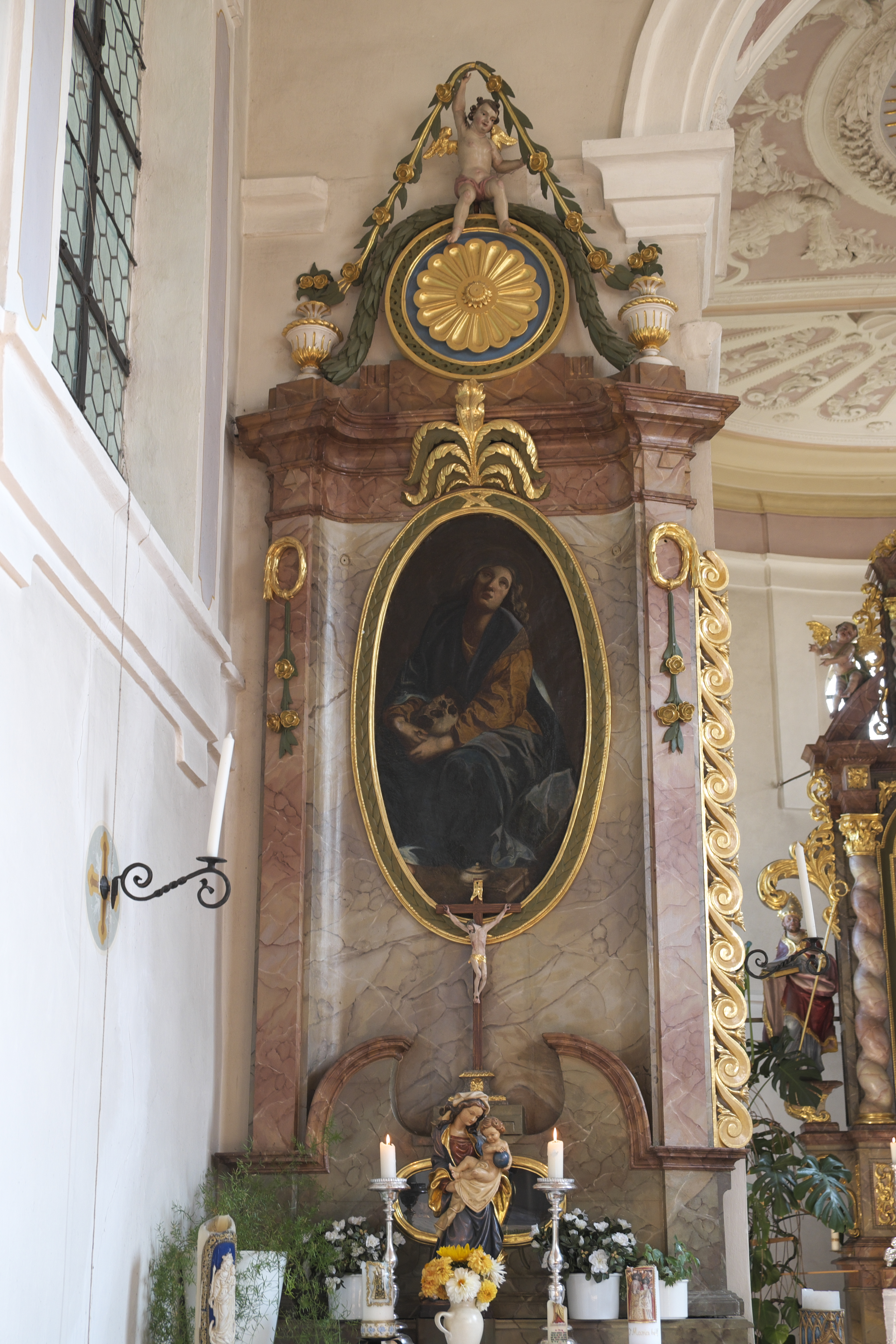
Nördlicher Seitenaltar

- Die beiden Seitenaltäre wurden um 1793 im Stil des Klassizismus ausgeführt. Das Gemälde des nördlichen Altars trägt die Signatur „Magg pinxit“ und befand sich ursprünglich in der abgebrochenen Magdalenenkapelle. Es stellt Maria Magdalena mit einem Totenkopf in den Händen dar, zu ihren Füßen sieht man ihr Attribut, das Salbgefäß. Auf dem Altarblatt des südlichen Seitenaltars ist dargestellt, wie Franziskus die Aufnahme Mariens in den Himmel sieht, wo sie der auferstandene Christus erwartet.
- Die Kanzel ist wie die Seitenaltäre eine Arbeit aus der Zeit um 1793.

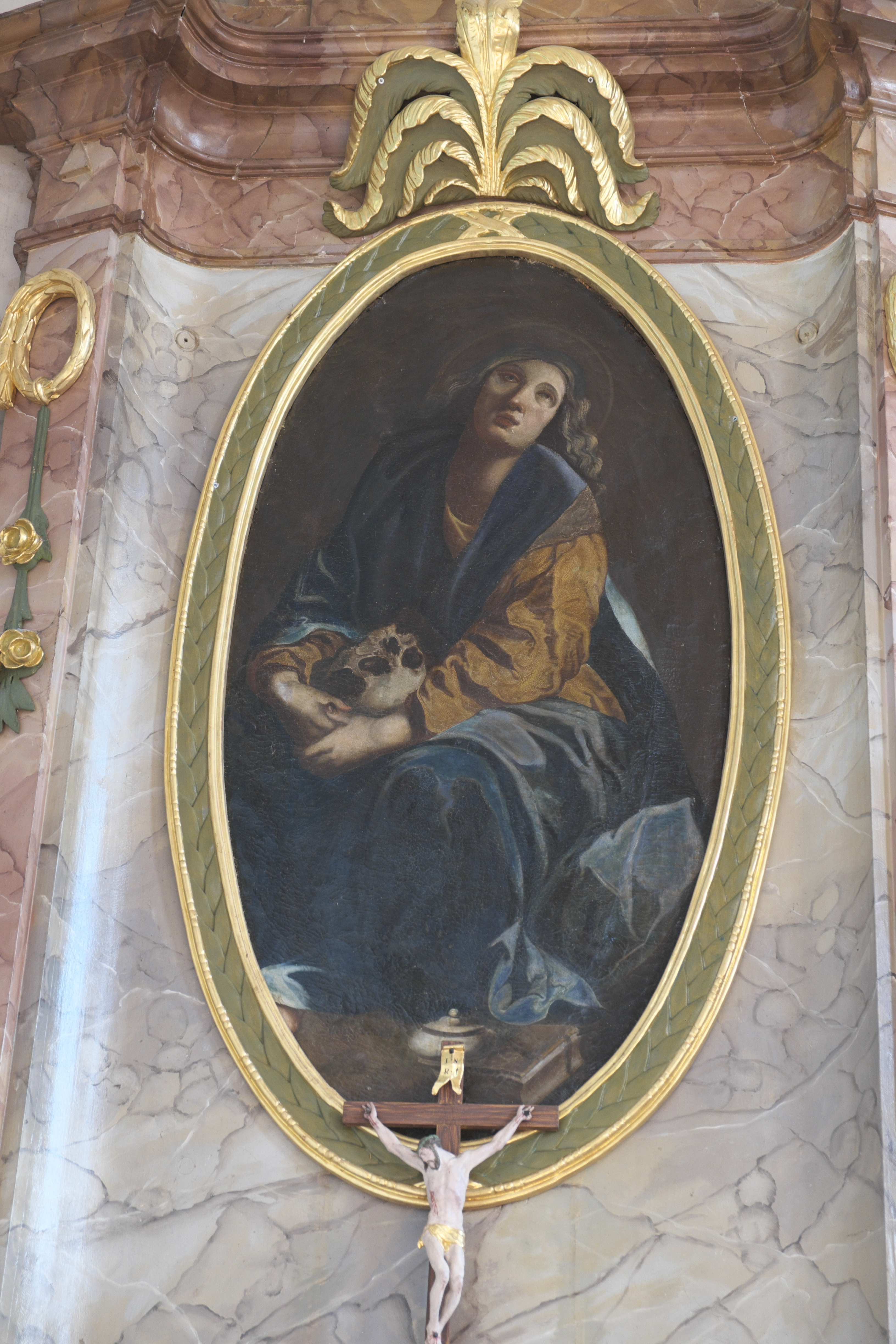
Nördlicher Seitenaltar, Maria Magdalena
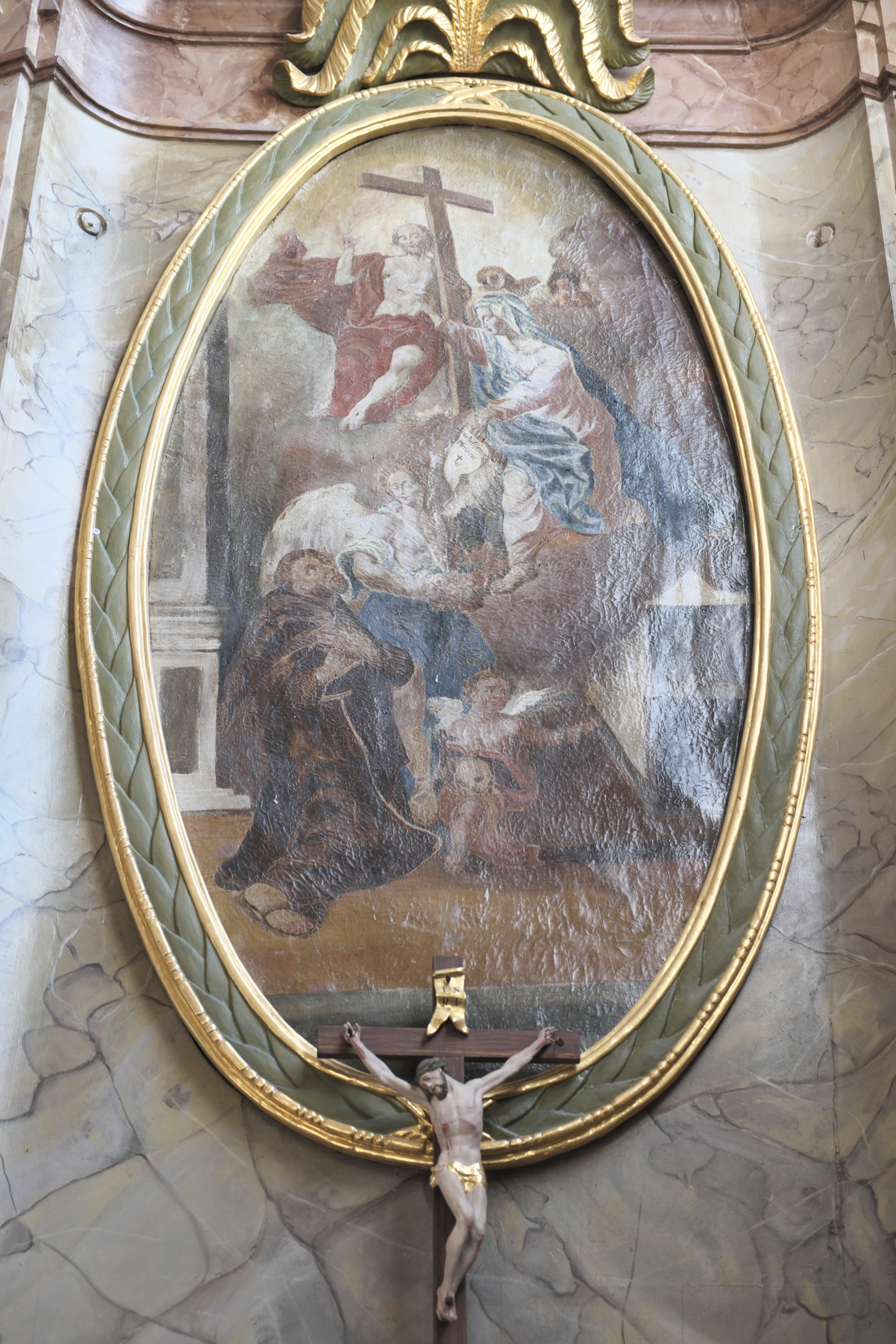
Südlicher Seitenaltar, Franziskus sieht die Himmelfahrt Mariens
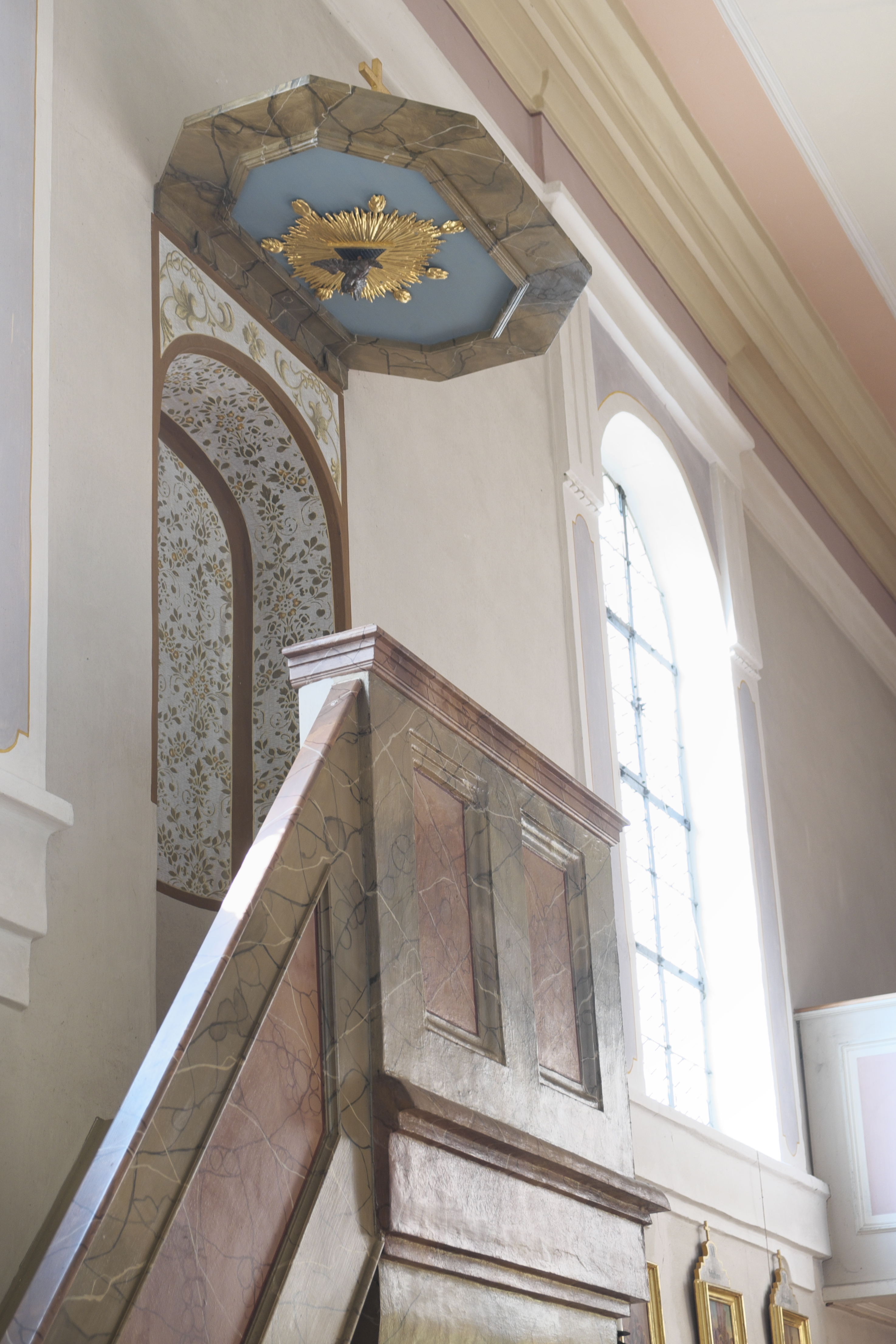
Kanzel